# Bert Hellinger
Bert Hellinger (16. prosince 1925, Leimen, Bádensko, Německo – 19. září 2019) byl německý psychoterapeut a autor. Mnoho let strávil jako vedoucí katolické misijní školy v Jižní Africe. Proslavil se jako tvůrce originální psychoterapeutické metody nazývané Rodinné konstelace a Systemické konstelace. V posledních letech pracoval i s dalším formátem označovaným jako „Pohyby duše". Hellinger ovlivnil tisíce terapeutů na celém světě, kteří jeho metody uplatňují na širokou škálu osobních, pracovních i společenských problémů. Je autorem a spoluautorem více než 30 knih přeložených do mnoha světových jazyků.

## Život
Narodil se jako Anton Hellinger roku 1925 v katolické rodině v Německu. Vyrůstal v Kolíně nad Rýnem, kde absolvoval katolickou klášterní školu. Odmítl se nechat naverbovat do místní organizace Hitlerjugend a byl proto označen za „nepřítele lidu".
Na začátku války (1942) byl Hellinger povolán do armády. Zúčastnil se bojů na západní frontě. Byl však zajat spojeneckými vojsky (1945) a následně deportován do zajateckého tábora v Belgii, odkud utekl.
Po válce vstoupil do katolického misionářského řádu a dostal církevní jméno Suitbert, zkráceně „Bert". Tato přezdívka mu zůstala i po opuštění řádu v roce 1971. V rámci své kněžské přípravy studoval na univerzitě ve Würzburgu filozofii, katolickou teologii a pedagogiku.
V roce 1952 byl vysvěcen na kněze. Působil v Jižní Africe jako vedoucí katolické misie a misionářské školy až do roku 1968. Naučil se plynule jazyk kmene Zulu, podílel se na jejich rituálech a získal respekt k jejich odlišnému chápání světa.
Prvním impulzem k jeho pozdějšímu přechodu od kněžství k psychologii byla série ekumenických školení zaměřených na skupinovou dynamiku, vedená anglikánskými duchovními při jeho pobytu v Jižní Africe (1960). Tato cvičení vycházela z fenomenologického přístupu. Cvičení byla zaměřena na rozpoznání podstatného v rozmanitosti přítomnosti, bez záměru, beze strachu, bez předsudků, zaměřená jen na to, co se objeví. Hellinger byl hluboce dojat tím, co tyto semináře ukázaly: Možnost smíření protikladů pomocí vzájemného respektu.
Počátek zájmu o fenomenologii byl i počátkem jeho rozchodu s kněžstvím. Hellinger popisuje, jak se jeden z trenérů zeptal skupiny: „Co je pro vás důležitější – vaše ideály, nebo lidé? Co byste obětovali pro to druhé?" Pro Hellingera to nebyla jen filozofická hádanka. Byl na to citlivý, neboť si byl vědom, jak snadno nacistický režim obětoval lidi ve službách ideálů. Hellinger sám říká: „V jistém smyslu mi tato otázka změnila život. Základní orientace zaměřená na lidi formovala celou mou práci."
Poté, co roku 1971 opustil kněžský řád, se setkává s Hertou, svou první ženou, kterou si bere krátce po návratu do Německa. Několik let strávil ve Vídni v klasickém kurzu psychoanalýzy na Wiener Arbeitskreis für Tiefenpsychologie (vídeňská Asociace pro hlubinnou psychologii). Ve studiu pokračoval na Münchner Arbeitsgemeinschaft für Psychoanalyse (Mnichovský psychoanalytický vzdělávací institut) a byl přijat jako praktikující člen jejich profesního sdružení.
V roce 1973 odcestoval do USA, kde 9 měsíců studoval u psychologa a psychoterapeuta Arthura Janova (autor známé knihy Prvotní výkřik). Významný vliv na něj měl rovněž Eric Berne a jeho teorie transakční analýzy.
Bert Hellinger přednáší a pořádá semináře i ve vysokém věku. V roce 2011 vedl v Praze víkendový seminář "Cesta k uzdravení" (navazující na stejnojmennou knihu) a v roce 2013 (v 87 letech) vedl v Bratislavě seminář "Ako sa nám podarí budúcnosť"  a poskytl zde televizní interview .
Zemřel 19. září 2019.

## Dílo
- Seznam děl v Souborném katalogu ČR, jejichž autorem nebo tématem je Bert Hellinger

výběr
- Zweierlei Glück. Konzept und Praxis der systemischen Psychotherapie (1993)
- Ordnungen der Liebe (1994)
- Die Mitte fühlt sich leicht an (1996)
- Wo Schicksal wirkt und Demut heilt – ein Kurs für Kranke
- Wie Liebe gelingt (1999)
- mit Gabriele ten Hövel – Anerkennen, was ist. Gespräche über Verstrickung und Heilung
- Mit der Seele gehen
- Ordnungen des Helfens – Über die Ordnungen und Unordnungen sinnvollen professionellen Helfens
- Gedanken unterwegs
- Gottesgedanken – Über die Gottesvorstellungen der Menschen und ihre Wirkungen und Funktionen in Systemen.
- Wahrheit in Bewegung
- Der große Konflikt
- Ein langer Weg – Biographie (2005)
- Rachel weint um ihre Kinder – Familien-Stellen mit Überlebenden des Holocaust. Vorwort v. Haim Dasberg (Herder Verlag 3/2004, ISBN 3-451-05443-4)